# تشارلز بيرنهام
تشارلز بيرنهام (بالإنجليزية: Charles Burnham)‏ هو عازف كمان وكاتب أغاني أمريكي، ولد في 23 نوفمبر 1950 في نيويورك في الولايات المتحدة.

## وصلات خارجية
- تشارلز بيرنهام على موقع IMDb (الإنجليزية)
- تشارلز بيرنهام على موقع ميوزك برينز (الإنجليزية)
- تشارلز بيرنهام على موقع أول ميوزيك (الإنجليزية)
- تشارلز بيرنهام على موقع ديسكوغز (الإنجليزية)